# 1991年カナダグランプリ
1991年カナダグランプリは、1991年F1世界選手権の第5戦として、1991年6月2日にジル・ヴィルヌーヴ・サーキットで開催された。

## 予選
ウィリアムズのリカルド・パトレーゼが1989年ハンガリーGP以来となる4回目のポールポジションを獲得。パトレーゼは金曜フリー走行でマクラーレンのエンジンブローのあおりを受け大クラッシュを喫し、身体の痛みを抱えながらの走行だった。チームメイトのナイジェル・マンセルも予選2位となり、ウィリアムズ勢がフロントローを独占した。アイルトン・セナの連続ポールポジションは7でストップした。
交通事故に遭ったアレックス・カフィの代役として、ステファン・ヨハンソンがフットワークのシートに座った。ロータスはジュリアン・ベイリーとの契約を打ち切り、全日本F3000選手権に参戦中のジョニー・ハーバートを起用したが、予選落ちを喫した。

### 予備予選結果
| 順位 | No | ドライバー                   | コンストラクター         | タイム   | 差     |
| ---- | -- | ---------------------------- | ------------------------ | -------- | ------ |
| 1    | 21 | エマニュエル・ピロ           | ダラーラ・ジャッド       | 1'23.244 | —      |
| 2    | 22 | J.J.レート                   | ダラーラ・ジャッド       | 1'23.480 | +0.236 |
| 3    | 33 | アンドレア・デ・チェザリス   | ジョーダン・フォード     | 1'23.672 | +0.428 |
| 4    | 32 | ベルトラン・ガショー         | ジョーダン・フォード     | 1'23.719 | +0.475 |
| DNPQ | 14 | オリビエ・グルイヤール       | フォンドメタル・フォード | 1'24.795 | +1.551 |
| DNPQ | 34 | ニコラ・ラリーニ             | ランボ・ランボルギーニ   | 1'25.736 | +2.492 |
| DNPQ | 35 | エリック・ヴァン・デ・ポール | ランボ・ランボルギーニ   | 1'26.900 | +3.656 |
| DNPQ | 31 | ペドロ・チャベス             | コローニ・フォード       | 1'34.475 | +9.231 |

- 上位4台が予選進出

### 予選結果
| 順位 | No | ドライバー                   | チーム                   | タイム   | 差     |
| ---- | -- | ---------------------------- | ------------------------ | -------- | ------ |
| 1    | 6  | リカルド・パトレーゼ         | ウィリアムズ・ルノー     | 1'19.837 | —      |
| 2    | 5  | ナイジェル・マンセル         | ウィリアムズ・ルノー     | 1'20.225 | +0.388 |
| 3    | 1  | アイルトン・セナ             | マクラーレン・ホンダ     | 1'20.318 | +0.481 |
| 4    | 27 | アラン・プロスト             | フェラーリ               | 1'20.656 | +0.819 |
| 5    | 19 | ロベルト・モレノ             | ベネトン・フォード       | 1'20.686 | +0.849 |
| 6    | 2  | ゲルハルト・ベルガー         | マクラーレン・ホンダ     | 1'20.916 | +1.079 |
| 7    | 28 | ジャン・アレジ               | フェラーリ               | 1'21.227 | +1.390 |
| 8    | 20 | ネルソン・ピケ               | ベネトン・フォード       | 1'21.241 | +1.404 |
| 9    | 4  | ステファノ・モデナ           | ティレル・ホンダ         | 1'21.298 | +1.461 |
| 10   | 21 | エマニュエル・ピロ           | ダラーラ・ジャッド       | 1'21.864 | +2.027 |
| 11   | 33 | アンドレア・デ・チェザリス   | ジョーダン・フォード     | 1'22.154 | +2.317 |
| 12   | 3  | 中嶋悟                       | ティレル・ホンダ         | 1'22.262 | +2.425 |
| 13   | 16 | イヴァン・カペリ             | レイトンハウス・イルモア | 1'22.443 | +2.606 |
| 14   | 32 | ベルトラン・ガショー         | ジョーダン・フォード     | 1'22.596 | +2.759 |
| 15   | 24 | ジャンニ・モルビデリ         | ミナルディ・フェラーリ   | 1'22.993 | +3.156 |
| 16   | 25 | ティエリー・ブーツェン       | リジェ・ランボルギーニ   | 1'23.040 | +3.203 |
| 17   | 22 | J.J.レート                   | ダラーラ・ジャッド       | 1'23.040 | +3.203 |
| 18   | 23 | ピエルルイジ・マルティニ     | ミナルディ・フェラーリ   | 1'23.125 | +3.288 |
| 19   | 29 | エリック・ベルナール         | ローラ・フォード         | 1'23.260 | +3.423 |
| 20   | 7  | マーティン・ブランドル       | ブラバム・ヤマハ         | 1'23.516 | +3.679 |
| 21   | 9  | ミケーレ・アルボレート       | フットワーク・ポルシェ   | 1'23.529 | +3.692 |
| 22   | 30 | 鈴木亜久里                   | ローラ・フォード         | 1'23.585 | +3.748 |
| 23   | 15 | マウリシオ・グージェルミン   | レイトンハウス・イルモア | 1'23.650 | +3.813 |
| 24   | 11 | ミカ・ハッキネン             | ロータス・ジャッド       | 1'23.923 | +4.086 |
| 25   | 10 | ステファン・ヨハンソン       | フットワーク・ポルシェ   | 1'24.433 | +4.596 |
| 26   | 26 | エリック・コマス             | リジェ・ランボルギーニ   | 1'24.460 | +4.623 |
| DNQ  | 18 | ファブリツィオ・バルバッツァ | AGS・フォード            | 1'24.491 | +4.654 |
| DNQ  | 17 | ガブリエル・タルキーニ       | AGS・フォード            | 1'24.653 | +4.816 |
| DNQ  | 8  | マーク・ブランデル           | ブラバム・ヤマハ         | 1'24.661 | +4.824 |
| DNQ  | 12 | ジョニー・ハーバート         | ロータス・ジャッド       | 1'24.732 | +4.895 |

## 決勝
スタートは2番グリッドのマンセルの加速が鋭く、1コーナーでトップに浮上すると、パトレーゼを引き離し独走状態に持ち込む。3位のセナはウィリアムズ2台のペースについていけず、その後ろにプロスト、アレジ、ベルガー、ピケが続く。しかし、上位勢にマシントラブルが相次ぎ、セナも電気系トラブルでリタイアし、開幕からの連勝が4でストップした。ピケが3位に上がり、ティレルのモデナが4位に浮上する。
42周目、パトレーゼの右リアタイヤがパンクし、ピットでタイヤ交換をする間にマンセルにラップダウンされる。コース復帰後はギアボックストラブルも発生し、モデナに抜かれて4位に後退した。
マンセルは3位モデナ以下を周回遅れにし、2位ピケにも50秒以上の大差をつけ、残り4周でファステストラップを記録するという盤石のレース展開でシーズン初勝利を目指した。ファイナルラップではペースを落とし、観客に手を振る余裕を見せた。ところが、コース折り返し地点のオールドヘアピンを通過したところで突然スローダウンし、コースサイドにマシンを停めた。その脇をピケが通過し、思わぬ形でトップチェッカーを受けた。F1通算23勝目で、これが3度のワールドチャンピオンにとって最後の勝利となった。2位モデナは1989年モナコGP以来の表彰台で、ピレリタイヤユーザーのワンツーフィニッシュという結果になった。3位は災難続きのパトレーゼ。今季初参戦のジョーダンが予備予選から這い上がり、4位チェザリス、5位ガショーのダブル入賞で初ポイントを獲得した。マンセルは6位完走扱いとなった。
マンセルが優勝目前で止まってしまった原因については「燃費の厳しいコースをハイペースで走ったため、ガス欠になった」「観客に手を振った際、誤ってエンジンのキルスイッチに触れてしまった」などの説が流布した。チーフデザイナーのエイドリアン・ニューウェイの自伝によると、ヘアピンで減速した際、マンセルは観客に手を振っていてシフトダウンを忘れたため、エンジンの回転数が下がりすぎ、制御ソフトが想定外の挙動をしてエンジンをシャットダウンしてしまった、とのことである。
シーズン序盤のセナ独走状態から一転して、このレース以降マクラーレン・ホンダ対ウィリアムズ・ルノーの対決が激化してゆくことになる。マンセルはセナとチャンピオンを争ったが、カナダGPの幻の勝利とポルトガルGPのピットレーン失格事件が大きな失点となり、タイトル獲得はならなかった。

### 決勝結果
| 順位 | No | ドライバー                 | チーム                   | 周回数 | タイム/リタイア  | グリッド | ポイント |
| ---- | -- | -------------------------- | ------------------------ | ------ | ---------------- | -------- | -------- |
| 1    | 20 | ネルソン・ピケ             | ベネトン・フォード       | 69     | 1:38'51.490      | 8        | 10       |
| 2    | 4  | ステファノ・モデナ         | ティレル・ホンダ         | 69     | +31.832          | 9        | 6        |
| 3    | 6  | リカルド・パトレーゼ       | ウィリアムズ・ルノー     | 69     | +42.217          | 1        | 4        |
| 4    | 33 | アンドレア・デ・チェザリス | ジョーダン・フォード     | 69     | +1'20.210        | 11       | 3        |
| 5    | 32 | ベルトラン・ガショー       | ジョーダン・フォード     | 69     | +1'22.351        | 14       | 2        |
| 6    | 5  | ナイジェル・マンセル       | ウィリアムズ・ルノー     | 68     | 電気系           | 2        | 1        |
| 7    | 23 | ピエルルイジ・マルティニ   | ミナルディ・フェラーリ   | 68     | +1 Lap           | 18       |          |
| 8    | 26 | エリック・コマス           | リジェ・ランボルギーニ   | 68     | +1 Lap           | 26       |          |
| 9    | 21 | エマニュエル・ピロ         | ダラーラ・ジャッド       | 68     | +1 Lap           | 10       |          |
| 10   | 3  | 中嶋悟                     | ティレル・ホンダ         | 67     | +2 Laps          | 12       |          |
| Ret  | 15 | マウリシオ・グージェルミン | レイトンハウス・イルモア | 61     | エンジン         | 23       |          |
| Ret  | 22 | J.J.レート                 | ダラーラ・ジャッド       | 50     | エンジン         | 17       |          |
| Ret  | 10 | ステファン・ヨハンソン     | フットワーク・ポルシェ   | 48     | スロットル       | 25       |          |
| Ret  | 16 | イヴァン・カペリ           | レイトンハウス・イルモア | 42     | エンジン         | 13       |          |
| Ret  | 28 | ジャン・アレジ             | フェラーリ               | 34     | エンジン         | 7        |          |
| Ret  | 29 | エリック・ベルナール       | ローラ・フォード         | 29     | ギヤボックス     | 19       |          |
| Ret  | 27 | アラン・プロスト           | フェラーリ               | 27     | ギヤボックス     | 4        |          |
| Ret  | 25 | ティエリー・ブーツェン     | リジェ・ランボルギーニ   | 27     | エンジン         | 16       |          |
| Ret  | 1  | アイルトン・セナ           | マクラーレン・ホンダ     | 25     | オルタネーター   | 3        |          |
| Ret  | 11 | ミカ・ハッキネン           | ロータス・ジャッド       | 21     | スピン           | 24       |          |
| Ret  | 7  | マーティン・ブランドル     | ブラバム・ヤマハ         | 21     | エンジン         | 20       |          |
| Ret  | 24 | ジャンニ・モルビデリ       | ミナルディ・フェラーリ   | 20     | スピン           | 15       |          |
| Ret  | 19 | ロベルト・モレノ           | ベネトン・フォード       | 10     | サスペンション   | 5        |          |
| Ret  | 2  | ゲルハルト・ベルガー       | マクラーレン・ホンダ     | 4      | インジェクション | 6        |          |
| Ret  | 30 | 鈴木亜久里                 | ローラ・フォード         | 3      | 燃料漏れ         | 22       |          |
| Ret  | 9  | ミケーレ・アルボレート     | フットワーク・ポルシェ   | 2      | スロットル       | 21       |          |